# Assedio di Veracruz
La battaglia di Veracruz è consistita principalmente in un assedio di 20 giorni al porto messicano di Veracruz, testa di ponte chiave durante la guerra messico-statunitense, da parte delle forze degli Stati Uniti d'America, guidate dal generale Winfield Scott. Le operazioni ebbero luogo tra il 9 e il 29 marzo del 1847, prendendo inizio con il primo assalto anfibio su larga scala condotto dalle forze militari degli Stati Uniti e terminarono con la resa e l'occupazione della città. Le forze statunitensi successivamente furono in grado di marciare verso Città del Messico.

## Contesto
Dopo le battaglie di Monterrey e Buena Vista, gran parte dell'esercito di occupazione di Zachary Taylor fu trasferita al comando del maggiore generale Winfield Scott a sostegno della successiva campagna. Le nuove operazioni, pianificate da Scott e dallo Stato Maggiore di Washington, prevedevano di sbarcare un intero corpo di spedizione a Veracruz e di avanzare prontamente nell'entroterra alla volta della Capitale messicana.
Il servizio informazioni militare messicano venne a conoscenza dei piani statunitensi su Veracruz, ma la confusione che regnava negli organi di governo impedì l'invio dei necessari rinforzi prima che l'attacco americano prendesse il via.

## Difese messicane

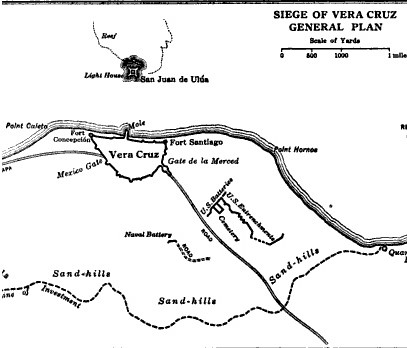
La spiaggia di Collado è sulla destra

Veracruz era considerata all'epoca la fortezza più poderosa del Nord America. Il generale di brigata Juan Esteban Morales disponeva di 3 360 uomini a guarnigione di due dei tre forti principali in difesa della Città, e di altri 1 030 nel terzo:
- Fort Santiago - estremità sud della città
- Fort Concepción - a nord della città 
  - In tutto i due forti erano difesi da 3 360 uomini e 89 cannoni: oltre all'artiglieria, 2º e 8º reggimento di fanteria, 3º reggimento leggero, un picchetto dell'11º reggimento, Puebla Libres, Orizaba, Veracruz, Oaxaca e guardie nazionali di Tehuantepec.
- Forte San Juan de Ulúa - al largo della Gallega Reef. Difeso dal Gen. Jose Durán con 1 030 uomini e 135 cannoni:[3] artiglieria, battaglioni Puebla e Jamiltepec activo, compagnie di battaglioni Tuxpan, Tampico e Alvardo activo.

## Sbarchi
Gli americani arrivarono ad Anton Lizardo, Veracruz, all'inizio di marzo. Scott concordava con Conner che suggeriva la località di Collado Beach, 4,8 km a sud di Veracruz, per condurre le operazioni di sbarco. La prima divisione regolare, guidata da Worth, avrebbe preso terra per prima, seguita dai volontari di Patterson e poi dalla divisione regolare di Twiggs.
La Mosquito Fleet di Conner si posizionò a 82 m della spiaggia per fornire fuoco di copertura se necessario. Entro le 12:15 del 9 marzo questa forza si trovava al largo di Collado Beach, seguita dalle navi più grandi nelle successive tre ore, con ordine di sbarco alle 17:30. Poco prima che la forza principale toccasse la spiaggia, l'imbarcazione che recava il generale Worth e il suo staff si precipitò in avanti e prese terra prima di tutte le altre. L'intera divisione di Worth  sbarcò senza sparare o ricevere un solo colpo. Entro le 23:00 l'intero corpo di spedizione di Scott era stato portato a terra senza registrare alcuna perdita; il primo sbarco anfibio su larga scala condotto dall'esercito americano fu un totale successo.

## Assedio

### Accerchiamento

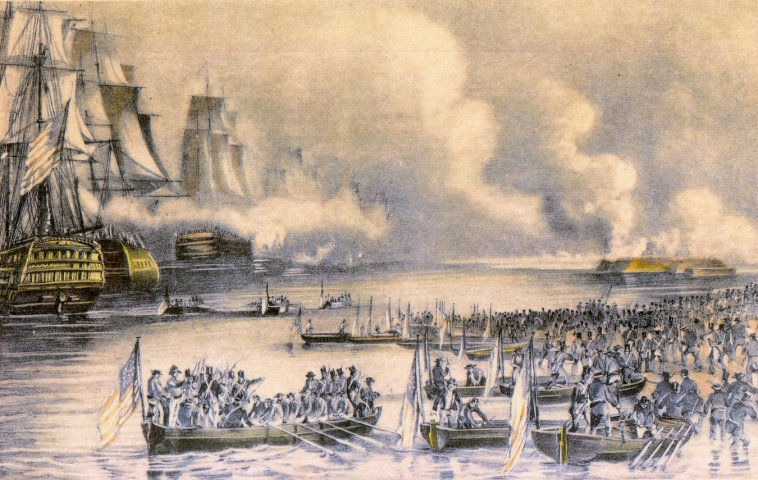
L'assalto anfibio a Veracruz

Una volta a terra, la divisione di Patterson iniziò a marciare verso nord per effettuare un completo accerchiamento della città. Una delle brigate di Patterson al comando di Gideon Pillow respinse la cavalleria messicana a Malibrán, tagliando la strada Alvarado e l'approvvigionamento idrico della città. I reparti di Quitman e Shields con un solo assalto contribuirono a mettere in rotta la cavalleria nemica che cercava di scongiurare il completo accerchiamento della città. Entro il 13 marzo, le forze statunitensi avevano completato una linea d'assedio di 11 km da Collado a sud a Playa Vergara a nord. Il 17 marzo furono scavate piazzole per l'artiglieria d'assedio di Scott, sufficienti per conquistare la città, ma non il Forte Ulúa.

### Assedio
Gli assedianti furono disturbati dalle sortite dei difensori della città; il Colonnello messicano Juan Aguayo aveva difatti sfruttato la copertura offerta da una tempesta per far entrare la sua guarnigione di Alvarado nel perimetro di Veracruz. Il Commodoro Matthew C. Perry, il successore di Conner, tornò da Norfolk il 20 marzo, dopo aver effettuato riparazioni sulla "USS Mississippi". Perry e Conner si incontrarono con Scott per discutere il ruolo della Marina nell'assedio e offrirono sei cannoni, serviti e difesi da contingenti di marinai delle navi. La batteria navale venne messa in posizione sotto la direzione del capitano Robert E. Lee a 640 m dalle mura della città.
Il 22 marzo Morales rifiutò la richiesta di resa da parte di Scott e le batterie americane aprirono il fuoco alle 4:15 del mattino, seguite da quelle della Mosquito Fleet del comandante Josiah Tattnall alle 5:45. Le pesanti palle di cannone della batteria navale demolirono agevolmente le pareti di corallo. Il tiro combinato dei cannoni e dei Razzi Congreve contro le difese del Forte Santiago costrinse i difensori ad evacuarlo e il morale dei messicani registrò un ulteriore calo quando si cominciarono a contare centinaia di vittime fra i civili.
Il 24 marzo, la brigata di Persifor F. Smith catturò un soldato messicano, dal quale si venne a sapere che Antonio López de Santa Anna era in marcia con un contingente di soccorso da Città del Messico alla volta di Veracruz. Scott inviò il colonnello William S. Harney con 100 dragoni per avvisare dell'arrivo di Santa Anna. Harney riferì di circa 2 000 messicani e una batteria non lontani, e chiese rinforzi. Il generale Patterson, guidando un gruppo misto di volontari e dragoni in aiuto di Harney, riuscì a sloggiare le forze nemiche dalle loro posizioni, inseguendole fino a Madellin.

### Resa

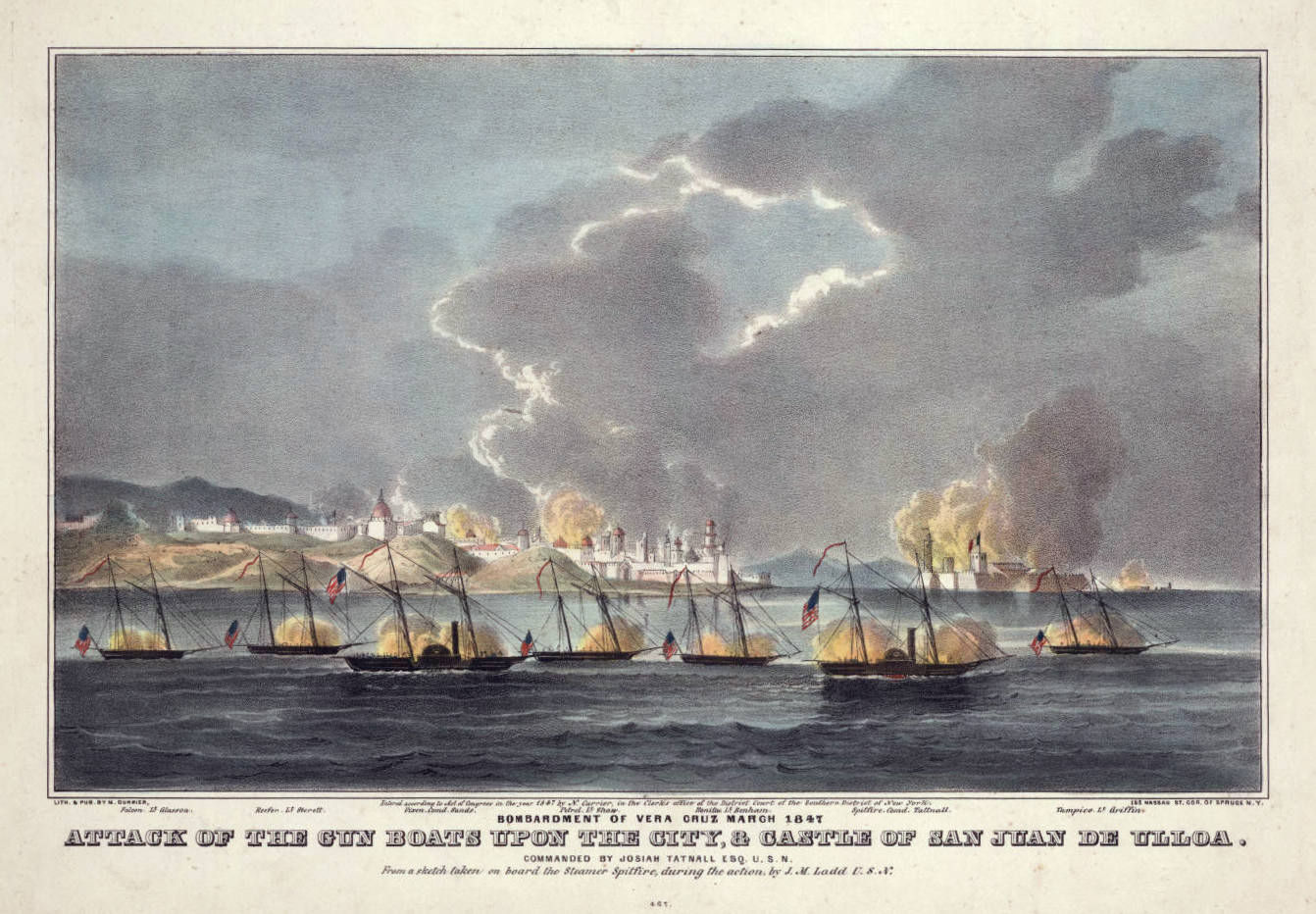
Attacco delle Cannoniere, San Juan de Ulloa, basato su uno schizzo di JM Ladd, USN

Scott stava pianificando l'assalto finale alla città quando il 25 marzo i messicani chiesero un cessate il fuoco per evacuare donne e bambini, cosa che Scott rifiutò. Quella notte, il consiglio di guerra di Morales si espresse a favore della resa e spinse Morales alle dimissioni; il comando venne quindi affidato al generale José Juan Landero. Alle 08:00 del 26 marzo le parti si accordarono per una tregua, mentre i termini di consegna della città furono negoziati entro il 27 marzo. 
La resa ufficiale delle guarnigioni messicane a Veracruz e Fort Ulúa avvenne il 29 marzo, quando la bandiera degli Stati Uniti sventolò su San Juan de Ulúa.

## Conseguenze
L'ostacolo per l'avanzata delle forze statunitensi fino a Città del Messico era stato rimosso e Scott approntò immediatamente nuovi piani per marciare verso l'interno, lasciando solo una piccola guarnigione a Veracruz: il suo primo obiettivo ora era Xalapa. Lungo la strada Scott avrebbe poi incontrato considerevoli forze messicane sotto il comando di Santa Anna, con le quali si scontrò nella battaglia di Cerro Gordo.